# Ligne U7 du métro de Munich
La ligne U7 du métro de Munich, est une ligne de renfort avec un parcours utilisant des sections des lignes d'infrastructure U1, U2 et U5 du métro de Munich.

## Caractéristiques

### Ligne
La ligne U1 est longue de 12,185 kilomètres, dont 2,8 kilomètres de tronc commun avec la ligne U2,.

### Liste des stations
La ligne dessert 19 stations :
|  |   |  | Station                 | Secteur | Correspondances.   |
|  | - |  | ----------------------- | ------- | ------------------ |
|  | ■ |  | Olympia-Einkaufszentrum | Moosach | (U1)               |
|  | • |  | Georg-Brauchle-Ring     | Moosach | (U1)               |
|  | • |  | Westfriedhof            |         | (U1)               |
|  | • |  | Gern                    |         | (U1)               |
|  | • |  | Rotkreuzplatz           |         | (U1)               |
|  | • |  | Maillingerstraße        |         | (U1)               |
|  | • |  | Stiglmaierplatz         |         | (U1)               |
|  | ■ |  | Munich-Hauptbahnhof     |         | (U1) · (U2) · (U8) |
|  | ■ |  | Sendlinger Tor          |         | (U1) · (U2) · (U8) |
|  | • |  | Fraunhoferstraße        |         | (U1) · (U2) · (U8) |
|  | • |  | Kolumbusplatz           |         | (U1) · (U2) · (U8) |
|  | • |  | Silberhornstraße        |         | (U2) · (U8)        |
|  | • |  | Untersbergstraße        |         | (U2) · (U8)        |
|  | • |  | Giesing                 |         | (U2) · (U8)        |
|  | • |  | Karl-Preis-Platz        |         | (U2) · (U8)        |
|  | • |  | Innsbrucker Ring        |         | (U2) · (U5) · (U8) |
|  | • |  | Michaelibad             |         | (U5) · (U8)        |
|  | • |  | Quiddestraße            |         | (U5) · (U8)        |
|  | ■ |  | Neuperlach Zentrum      |         | (U5) · (U8)        |